# Cotopaxi tartomány
Cotopaxi Ecuador egyik középső tartománya, amelynek a székhelye Latacunga. Ebben a tartományban található a Cotopaxi vulkán, az Andok egyik rétegvulkánja, amely az alapjától számítva 3 km magas, szélessége 23 km.

## Kantonok
A tartományban 7 kanton van.
| Kanton    | Népesség (2001) | Terület (km²) | Székhely   |
| --------- | --------------- | ------------- | ---------- |
| La Maná   | 32,115          | 647           | La Maná    |
| Latacunga | 143,979         | 1,377         | Latacunga  |
| Pangua    | 19,877          | 715           | El Corazón |
| Pujilí    | 60,728          | 1,289         | Pujilí     |
| Salcedo   | 51,304          | 484           | San Miguel |
| Saquisilí | 20,815          | 206           | Saquisilí  |
| Sigchos   | 20,722          | 1,267         | Sigchos    |

## Lásd még
- Cotopaxi Nemzeti park
- Llanganates Nemzeti park
- Panzaleo (etnikai csoport)
- Ecuador tartományai